# Repülőgépek sebességi rekordjai

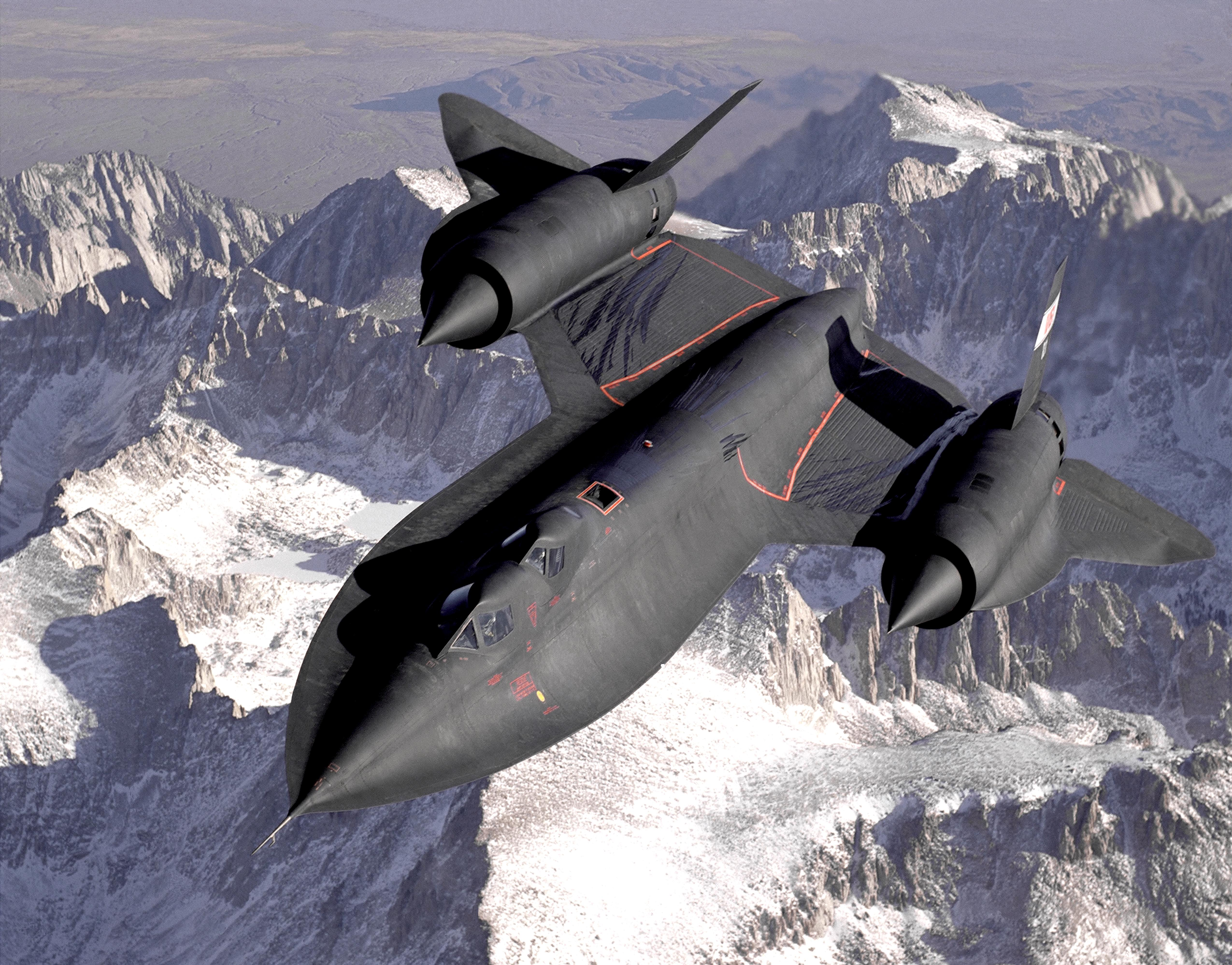
Az SR–71 Blackbird tartja a pilóta vezette sugárhajtású repülőgépek sebességi rekordját

A repülőgépek sebességi rekordja a legnagyobb sebesség, melyet egy adott osztályú repülőgép elért. A hivatalos sebességi rekordok szabályait a Fédération Aéronautique Internationale (FAI) állítja fel és az új bejelentéseket is a FAI hitelesíti. A sebességi rekordokat a repülőgépek három osztályára bontják: szárazföldi repülőgépekre, vízirepülőgépekre és amfíbiákra, ezeken belül több súlycsoportra is nyilvántartják a sebességi rekordokat. Ezen kívül további alosztályokra is nyilvántartják a legnagyobb elért sebességet, ezek: dugattyús motorral hajtott, sugárhajtású, légcsavaros gázturbinával és rakétával hajtott repülőgépek. Mindezeken az osztályokon belül feljegyzik a különböző hosszúságú egyenes vonalon, zárt körben, és különböző tömegű rakománnyal mért csúcssebességeket is. Ezen kívül egyes kiemelt városok közötti sebességet is regisztrálják, mint például a London-New York közötti távolságon mértet.

## Abszolút sebességi rekordok
| Időpont                                                                                 | Pilóta                              | Sebesség km/h | Repülőgép                                                                                       | Helyszín                                      |
| --------------------------------------------------------------------------------------- | ----------------------------------- | ------------- | ----------------------------------------------------------------------------------------------- | --------------------------------------------- |
| 1903                                                                                    | Wilbur Wright                       | 10,98         | Wright Flyer                                                                                    | Kitty Hawk, North Carolina, USA               |
| 1905                                                                                    | Wilbur Wright                       | 60,91         | Wright Flyer III                                                                                |                                               |
| 1906. november 12.                                                                      | Alberto Santos-Dumont               | 41,292        | Santos-Dumont                                                                                   | Az első hivatalosan elismert sebességi rekord |
| 1907. október 26.                                                                       | Henry Farman                        | 52,700        | Voisin kétfedelű                                                                                | [ 2 ]                                         |
| 1908                                                                                    | Henry Farman                        | 64,79         | Voisin kétfedelű                                                                                |                                               |
| 1909. május 25.                                                                         | P Tissander                         | 54,810        | Wright                                                                                          | [ 2 ]                                         |
| 1909. augusztus 23.                                                                     | Glenn Curtiss                       | 69,821        | Curtiss No. 2                                                                                   | 1909. Gordon Bennett kupa, Reims,             |
| 1909. augusztus 24.                                                                     | Louis Blériot                       | 74,318        | Blériot XI                                                                                      | [ 2 ]                                         |
| 1909. augusztus 28.                                                                     | Louis Blériot                       | 76,995        | Blériot XI                                                                                      | [ 2 ]                                         |
| 1910. április 23.                                                                       | Hubert Latham                       | 77,579        | Antoinette                                                                                      | [ 2 ]                                         |
| 1910. július 10.                                                                        | L Morane                            | 106,508       | Blériot                                                                                         | [ 2 ]                                         |
| 1910. október 29.                                                                       | Alfred Leblanc                      | 109,756       | Blériot XI                                                                                      | [ 2 ]                                         |
| 1911. április 12.                                                                       | Alfred Leblanc                      | 111,801       | Blériot                                                                                         | [ 2 ]                                         |
| 1911. május 11.                                                                         | Edouard Nieuport                    | 119,760       | Nieuport                                                                                        | [ 2 ]                                         |
| 1911. június 12.                                                                        | Alfred Leblanc                      | 125,000       | Blériot                                                                                         | [ 2 ]                                         |
| 1911. június 16.                                                                        | Edouard Nieuport                    | 130,057       | Nieuport                                                                                        | [ 2 ]                                         |
| 1911. június 21.                                                                        | Edouard Nieuport                    | 133,136       | Nieuport Nie-2 N                                                                                | [ 2 ]                                         |
| 1912                                                                                    | Jules Vedrines                      | 174,1         | Deperdussin Monocoque                                                                           |                                               |
| 1913                                                                                    | Maurice Prevost                     | 203,8         | Deperdussin Monocoque                                                                           |                                               |
| 1914                                                                                    | Norman Spratt                       | 216,5         | RAF SE.4                                                                                        |                                               |
| 1918                                                                                    | Roland Rohlfs                       | 262,4         | Curtiss Wasp                                                                                    |                                               |
| 1919                                                                                    | Joseph Sadi-Lecointe                | 307,5         | Nieuport-Delage 29v                                                                             |                                               |
| 1920                                                                                    | Joseph Sadi-Lecointe                | 313,0         | Nieuport-Delage 29v                                                                             |                                               |
| 1921. szeptember 26.                                                                    | Joseph Sadi-Lecointe                | 330,275       | Nieuport-Delage                                                                                 | [ 4 ]                                         |
| 1922. október 18.                                                                       | Billy Mitchell                      | 360,93        | Curtiss R-6                                                                                     | [ 5 ] [ 6 ]                                   |
| 1923. március 29.                                                                       | Russell Maughan                     | 380,74        | Curtiss R-6                                                                                     | [ 7 ] [ 8 ]                                   |
| 1923. november 2.                                                                       | H. J. Rowe                          | 417,07        | Curtiss R2C-1                                                                                   | [ 9 ]                                         |
| 1923. november 4.                                                                       | Alford J. Williams                  | 429,02        | Curtiss R2C-1                                                                                   | [ 9 ] [ 10 ]                                  |
| 1924                                                                                    | Florentin Bonnet                    | 448,2         | Bernard Ferbois V2                                                                              |                                               |
| 1927                                                                                    | Mario de Bernardi                   | 479,3         | Macchi M.52                                                                                     |                                               |
| 1928. március 30.                                                                       | Mario de Bernardi                   | 512,776       | Macchi M.52bis                                                                                  | [ 11 ]                                        |
| 1929. szeptember 10.                                                                    | George H. Stainforth                | 541,4         | Gloster VI                                                                                      | Calshot, Egyesült Királyság                   |
| 1929. szeptember 12.                                                                    | Augustus Orlebar                    | 575,5         | Supermarine S.6 vízirepülőgép                                                                   | Calshot                                       |
| 1929                                                                                    | Giuseppe Motta                      | 582,6         | Macchi M.67                                                                                     |                                               |
| 1931. szeptember 13.                                                                    | George H. Stainforth                | 655,8         | Supermarine S.6B vízirepülőgép                                                                  | Lee-on-the-Solent, Egyesült Királyság         |
| 1933                                                                                    | Francesco Agello                    | 682           | Macchi M.C. 72 vízirepülőgép                                                                    |                                               |
| 1934                                                                                    | Francesco Agello                    | 709,0         | Macchi M.C. 72 vízirepülőgép                                                                    |                                               |
| 1937. november 11.                                                                      | Hermann Wurster                     | 710,55        | Bf 109                                                                                          |                                               |
| 1939. április 26.                                                                       | Fritz Wendel                        | 755,138       | Me 209 V1                                                                                       | Augsburg                                      |
| 1941                                                                                    | Heini Dittmar                       | 1003,67       | Rakétahajtású repülőgép – Nem hivatalos FAI rekord, de egy 3 km-es FAI távon Me 163A V4         | Peenemünde                                    |
| 1944                                                                                    | Heinz Herlitzius                    | 1004          | Nem hivatalos FAI rekord Me 262 S2                                                              | Leipheim                                      |
| 1944                                                                                    | Heini Dittmar                       | 1130          | Rakéta hajtású repülőgép – Nem hivatalos FAI rekord Me 163B V18                                 | Lagerlechfeld                                 |
| 1945. november 7.                                                                       | H. J. Wilson                        | 975,9         | Gloster Meteor F Mk4                                                                            | Herne Bay, Egyesült Királyság                 |
| 1946. szeptember 7.                                                                     | Edward Mortlock Donaldson           | 990,79        | Gloster Meteor F Mk4                                                                            | Littlehampton, Egyesült Királyság             |
| 1947. június 19.                                                                        | Albert Boyd ezredes                 | 1003,60       | Lockheed P-80R Shooting Star                                                                    | Muroc, Kalifornia, USA                        |
| 1947. augusztus 20.                                                                     | Cmdr. Turner Caldwell               | 1031,049      | Douglas Skystreak                                                                               | Muroc, Kalifornia, USA                        |
| 1947                                                                                    | Chuck Yeager                        | 1078          | Bell X-1- Rakéta hajtású repülőgép – nem hivatalos FAI C-1 rekord                               | Muroc, Kalifornia, USA                        |
| 1947. augusztus 25.                                                                     | Marion Eugene Carl                  | 1047,356      | Douglas Skystreak                                                                               | Muroc, Kalifornia, USA                        |
| 1948                                                                                    | Richard L. Johnson, USAF            | 1079,6        | North American F-86A-3 Sabre                                                                    | Cleveland, USA                                |
| 1952                                                                                    | J. Slade Nash                       | 1124,1        | North American F-86D Sabre                                                                      | Salton Sea, USA                               |
| 1953                                                                                    | William Barnes                      | 1151,8        | North American F-86D Sabre                                                                      | Salton Sea, USA                               |
| 1953. szeptember 7.                                                                     | Neville Duke                        | 1171          | Hawker Hunter F Mk3                                                                             | Littlehampton, UK                             |
| 1953. szeptember 26.                                                                    | Mike Lithgow                        | 1184          | Supermarine Swift F4                                                                            | Castel Idris, Tripoli, Líbia                  |
| 1953. október 3.                                                                        | James B. Verdin, US Navy            | 1211,5        | Douglas F4D Skyray                                                                              | Salton Sea, USA                               |
| 1953                                                                                    | Frank K. Everest, USAF              | 1215,3        | North American F-100 Super Sabre                                                                | Salton Sea, USA                               |
| Ettől a ponttól a rekordokat nem tengerszinten, hanem nagyobb magasságban teljesítették |                                     |               |                                                                                                 |                                               |
| 1955                                                                                    | Horace A. Hanes                     | 1323          | North American F-100C Super Sabre                                                               | Palmdale, USA                                 |
| 1956. március 10.                                                                       | Peter Twiss                         | 1822          | Fairey Delta 2                                                                                  | Chichester, UK                                |
| 1957                                                                                    | USAF                                | 1943,5        | McDonnell F-101A Voodoo                                                                         | Edwards Air Force Base, USA                   |
| 1958                                                                                    | WW Irwin, USAF                      | 2259,5        | Lockheed F-104C Starfighter                                                                     | Edwards Air Force Base, USA                   |
| 1959. október 31.                                                                       | Georgij Moszolov                    | 2388          | Je-66 (MiG-21 prototípusa)                                                                      | SzU                                           |
| 1959                                                                                    | Joseph Rogers, USAF                 | 2455,7        | Convair F-106 Delta Dart                                                                        | Edwards Air Force Base, USA                   |
| 1961. november 22.                                                                      | Robert G. Robinson, US Navy         | 2585,1        | Átalakított McDonnell-Douglas F-4 Phantom II                                                    | Edwards Air Force Base, USA                   |
| 1962. július 7.                                                                         | Georgij Moszolov                    | 2681          | Mikojan Gurjevics Je-166 – a nevet a rekordkísérlethez adták, eredetileg a Je-152 egy változata | SzU                                           |
| 1965. május 1.                                                                          | Robert L. Stephens és Daniel Andre  | 3331,5        | Lockheed YF-12A                                                                                 | Edwards Air Force Base, USA                   |
| 1976. július 28.                                                                        | Eldon W. Joersz és George T. Morgan | 3529,6        | Lockheed SR-71 Blackbird #61-7958                                                               | Beale AFB, USA                                |